# Marianki (Białobrzegi)
Pour les articles homonymes, voir Marianki.
Marianki (prononciation : [maˈrjaŋki]) est un village polonais de la gmina de Stromiec dans le powiat de Białobrzegi de la voïvodie de Mazovie dans le centre-est de la Pologne.
Il se situe à environ 3 kilomètres au sud de Stromiec (siège de la gmina), 11 kilomètres à l'est de Białobrzegi (siège du powiat) et à 67 kilomètres au sud de Varsovie (capitale de la Pologne).
Le village possède une population de 109 habitants en 2006.

## Histoire
De 1975 à 1998, le village appartenait administrativement à la voïvodie de Radom.